# Толпеки
Толпеки — деревня в Починковском районе Смоленской области России. Входит в состав Стригинского сельского поселения. По состоянию на 2007 год постоянного населения не имеет. 
Расположена в центральной части области в 9 км к северо-востоку от Починка, в 2 км южнее автодороги Р96 Новоалександровский(А101) - Спас-Деменск — Ельня — Починок, на берегу реки Городня. В 10 км юго-западнее деревни расположена железнодорожная станция Починок на линии Смоленск — Рославль. 

## История
- В Толпеках находилось имение Я. П. Шишмарёва, известного дипломата, Генарального консула в Урге[1].
- В годы Великой Отечественной войны деревня была оккупирована гитлеровскими войсками в июле 1941 года, освобождена в сентябре 1943 года.[2]